# Coleco Gemini
La Coleco Gemini est une console de jeux vidéo de salon créée par Coleco, elle est un clone de l'Atari 2600 et fonctionne avec les cartouches de l'Atari 2600.

## Spécifications Techniques
- Processeur: MOS 6507 8 bits
- Vitesse de CPU: 1,19 MHz
- RAM: 128 bytes
- Résolution: 160x200, 128 Couleurs
- Son : Mono deux canaux
- Alimentation : DC 9V 500mA[1]

## Historique
En 1982, Coleco met en vente un accessoire pour la ColecoVision : l'Expansion Module #1 qui permet grâce à un système intégré de faire fonctionner les jeux Atari 2600 sur la ColecoVision. Atari intente alors un procès à Coleco pour contrefaçon de brevet, cependant le tribunal juge qu'à la vue du système utilisé par Coleco et étant donné qu'il n'est pas le même composant d'origine d'une Atari 2600, l'Expansion Module #1 ne transgresse aucunement les brevets d'Atari,. Avec cette décision, Coleco décide de créer une nouvelle console compatible avec les jeux de la Atari 2600, et la nomme Gemini, ce dernier terme rappelant la parfaite compatibilité avec l'Atari 2600.

## Différences entre Coleco Gemini et Atari 2600
La principale différence entre les deux consoles se situe au niveau du contrôleur, le design a été modifié pour avoir une manette couplant un joystick à 8 directions et un paddle de 270°. Le joystick se situe sur la partie supérieure de la manette et le paddle sur la partie inférieure. Pour jouer avec le paddle, Un Y-connecteur est utilisé permettant de connecter deux contrôleurs jack en même temps.
La Coleco Gemini est beaucoup plus compacte que la première version de l'Atari 2600 avec une texture de bois sur la façade.
La Gemini inclut différents jeux à sa sortie, tels Donkey Kong, Carnival, Front Line ou encore Mouse Trap.